# Фьодор Де Прерадович
Фьодор Михайлович Де Прерадович (на руски: Фёдор Михайлович Де Прерадович) е руски офицер, генерал-майор. Участник в Руско-турската война (1877-1878).

## Биография
Фьодор Де Прерадович е роден през 1838 г. в Русия. Произхожда от дворянския род със сръбски произход Де Прерадович, който преминава от австрийска на руска служба. Имението им е в Екатеринославска губерния. По семейна традиция се посвещава на военното поприще. Завършва Пажеския корпус. Служи в гвардейските части до 1860 г. Работи като мирови посредник и се завръща на военна служба през 1865 г. Адютант на командващия войските на Източно-сибирския военен окръг и пребивава на остров Сахалин.
Участва като доброволец в Сръбско-турската война (1876).
Участва в Руско-турската война (1877-1878). Назначен е за щабен офицер с военно звание подполковник в Българското опълчение. Участва в битката при Стара Загора и отбраната на Шипченския проход през август 1877 г. Заменя полковник Корсаков и е назначен за командир на 1-ва опълченска бригада. Участва в преминаването на Южния отряд през Стара планина в колоната на генерал-лейтенант Михаил Скобелев и Шейновската битка. Повишен е във военно звание генерал-майор от 1878 г.
След войната служи във 2-ра Източно-сибирска стрелкова бригада. Умира на 8 ноември 1884 г.
Автор е на „Этнографический очерк Южного Сахалина“, 1877 и „Из воспоминаний о Русско-турецкой войне 1877—1878 г.“, СПб, 1881.